# Louis Ier de Looz
Pour les articles homonymes, voir Louis Ier.
Louis Ier de Looz, mort le 11 août 1171, est comte de Looz de 1145 à 1171 et comte de Rieneck de 1155 à 1171, chevalier d'Empire ou Reichsritter du chapitre de Mayence.

## Biographie
Il est fils d'Arnoul II, comte de Looz et de Rieneck, et d'Agnès de Bavière, fille d'Othon II de Wittelsbach, comte palatin de Bavière, et sœur d'Othon Ier, duc de Bavière.
Il est selon un document de 1155 avoué et protecteur de l'abbaye d'Averbode, fondé par son père, et avoué d'Aschaffenbourg. Il fait bâtir la citadelle de Brustem, en principe pour protéger sa bonne ville de Saint-Trond, mais en pratique pour réduire les prétentions de l'armée de la commune bourgeoise.
Il maintient sur le siège épiscopal d’Utrecht, Herman, seigneur de Horn, contre ses nombreux ennemis ; il a tout au long de son règne de nombreux ennuis et démêlés avec les comtes de Namur, de Duras et d’Asbourg.
En 1171, il entreprend le saccage de biens extérieurs et le siège de Saint-Trond, mais ses troupes mercenaires sont mises en déroute par l'armée compacte de la ville, alliée au comte de Duras. Il se réfugie dans son château et sa bonne ville de Looz, assiégés par les belligérants victorieux. Il y meurt le 11 août.
Il est inhumé à Looz.

## Filiation
Il épouse Agnès de Metz, héritière de la maison de Longwy, fille de Folmar V de Metz († 1145), comte de Metz et de Hombourg et de Mathilde de Dabo, elle-même fille d’Albert Ier de Moha, comte de Moha, et d’Eguisheim et de Dabo (du droit de sa première épouse Heilwig de Dabo), et de sa seconde femme Ermesinde de Luxembourg, fille de Conrad Ier de Luxembourg, héritière du comté de Luxembourg et de Longwy.
Ce mariage lui apporte des droits sur le Luxembourg, revendiqué par les comtes de Metz, mais ces derniers ne peuvent pas obtenir le comté, et de son côté, Louis de Looz ne peut que récupérer la bannière des comtes de Luxembourg pour créer son écu.
D'Agnès de Metz, il a :
- Arnoul († 1159) ;
- Gérard II († 1191), comte de Looz, puis de Rieneck ;
- Hugues († ca 1172) ;
- Imagina (ou Imaine) de Looz († 1214), mariée en 1180 à Godefroid III, comte de Louvain ;
- Agnès († 1191), mariée en 1157 à Otton II de Bavière († 1183), duc de Bavière ;
- Bonne, mariée à Gauthier III Berthout († 1201), seigneur du pays de Malines, avoué de la ville de Malines ;
- Laurette († avant 1184), mariée à Gilles de Montaigu († avant 1193), comte de Duras. Séparée en 1174, elle se remarie en 1176 à Thiébaut Ier (1160 † 1214), comte de Bar ;
- Gertrude, abbesse de Munsterbilzen.

## Sources
- Foudation for Medieval Genealogy : Lower Lotharingian nobility.
- Recherches sur le légitime gouvernement des comtés de Looz, d'Horne et de Nye, par Friedrich W. von Hofmann, Troisième édition, 1799.
- Histoire généalogique et chronologique de la Maison de France, des Pairs, etc., t. II, par Anselme de Ste Marie et Ange de Ste Rosalie.

- (nl) Cet article est partiellement ou en totalité issu de l’article de Wikipédia en néerlandais intitulé « Lodewijk I van Loon » (voir la liste des auteurs).